# Sonny Boy (film 1929)
Sonny Boy è un film muto del 1929 diretto da Archie Mayo. La storia si deve a Jack L. Warner, che si firma con lo pseudonimo di Leon Zuardo.

## Produzione
Il film, prodotto dalla Warner Bros., venne girato nei Warner Brothers Burbank Studios, al 4000 di Warner Boulevard, a Burbank con il titolo di lavorazione She Knew Men.

## Distribuzione
Distribuito dalla Warner Bros., il film uscì nelle sale cinematografiche statunitensi il 18 aprile 1929 dopo essere stato presentato in prima a New York il 27 febbraio 1929.